# Johannes Donker Hendrikszoon
Johannes Donker Hendrikszoon (Ouderkerk aan den IJssel, 14 november 1802 – 's-Gravenhage, 10 maart 1855) was een notaris en burgemeester van Edam, die een kleine twee jaar voor het kiesdistrict Hoorn in de Tweede Kamer der Staten-Generaal zat.
Johannes Donker was lid van de Nederland's Patriciaatsfamilie Donker en een zoon van predikant Hendrik Donker (1760-1821) en diens tweede echtgenote Maria Elisabeth Heghuizen (1778-1852). Hij was notaris en plaatsvervangend rechter in Edam, en was van 1839 tot 1847 lid van de Stedelijke Raad aldaar, tot hij werd benoemd tot burgemeester. In 1852 werd hij in het district Hoorn nog verslagen in de verkiezingen voor de Tweede Kamer door de liberaal Asser van Nierop, maar in 1853 zou hij Van Nierop na herstemming verslaan, en was hij tot zijn overlijden in 1855 lid van de Tweede Kamer. Daar was hij een conservatief kamerlid, dat onder meer sprak over het armbestuur, koloniën, spoorwegen en accijnzen.
Donker trouwde op 22 augustus 1850 met Geliena Frederika Bus (1810-1891); het echtpaar bleef kinderloos.